# Ведуђо Кон Колцано
Ведуђо Кон Колцано (итал. Veduggio Con Colzano) је насеље у Италији у округу Монца и Бријанца, региону Ломбардија.
Према процени из 2011. у насељу је живело 4314 становника. Насеље се налази на надморској висини од 299 м.

## Становништво
| 1931. | 1936. | 1951. | 1961. | 1971. | 1981. | 1991. | 2001. | 2011. |
| ----- | ----- | ----- | ----- | ----- | ----- | ----- | ----- | ----- |
| 1.932 | 2.004 | 2.203 | 2.745 | 3.816 | 3.989 | 4.231 | 4.249 | 4.434 |